# Cantón de Janville
El cantón de Janville era una división administrativa francesa, que estaba situada en el departamento de Eure y Loir y la región de Centro-Valle de Loira.

## Composición
El cantón estaba formado por diecinueve comunas:
- Allaines-Mervilliers
- Barmainville
- Baudreville
- Fresnay-l'Évêque
- Gommerville
- Gouillons
- Guilleville
- Intréville
- Janville
- Le Puiset
- Levesville-la-Chenard
- Mérouville
- Neuvy-en-Beauce
- Oinville-Saint-Liphard
- Poinville
- Rouvray-Saint-Denis
- Santilly
- Toury
- Trancrainville

## Supresión del cantón de Janville
En aplicación del Decreto n.º 2014-231 de 24 de febrero de 2014, el cantón de Janville fue suprimido el 22 de marzo de 2015 y sus 19 comunas pasaron a formar parte del nuevo cantón de Voves.